# Бергс, Фрицис
Фрицис Бергс (латыш. Fricis Bergs; 1900 — 1994) — латвийский политик.
С 1920 года — член КПЛ. В 1932—1933 гг. — депутат Сейма Латвии четвёртого созыва от рабоче-крестьянской фракции, в 1933 году арестован вместе с другими членами фракции.
В 1940 году стал оплачиваемым партийным работником, избран депутатом «Народного Сейма», участвовал в комиссии по разработке конституции. Был первым секретарём Валкского уездного комитета компартии Латвии.
В 1978 году о Бергсе был снят документальный фильм «Fricis Bergs» (режиссёр Леонид Бруштейн). В 1981 году выпустил книгу воспоминаний «В ногу с веком» (Kopsolī ar gadsimtu. Rīga: Avots, 1981).
В 1993 году выступал в прессе, поддерживая партию «Равноправие».
Умер в последние дни 1994 года, похоронен 4 января 1995 на Яунциемском кладбище.